# Mikrobiológia
A mikrobiológia a biológiának az a szakterülete, amely a mikroorganizmusok (más néven mikrobák) vizsgálatával foglalkozik, olyan mikroszkopikus méretű egyszerű élőlényekkel, amelyek fejlődésük során nem jutottak el a szövetes differenciálódásig. A növény- és állatvilágtól való különválasztásukat és a mikrobiológia tárgykörbe rendezésüket az eltérő méretük, anyagcseréjük, szaporodásuk, tenyésztésük és a bioszférában betöltött speciális szerepük indokolja. Tudománytörténeti okokból a mikrobiológia tárgykörébe tartozik az immunológia, amely a mikrobákkal támadott, magasabb rendű szervezetek védekezési mechanizmusával foglalkozó tudomány.

## Története
Bár a mikrobiológia, mint a biológiatudomány modern ága, nem tekint vissza hosszú múltra, a mikrobák és az ember kapcsolata az ókorig visszaigazolható. A mikrobák végigkísérték az emberiség történelmét és sokszor meg is határozták történelmünk alakulását.

### A megsejtések időszaka
Az ókor embere még nem ismerte a szabad szemmel nem látható mikrovilágot, de tapasztalati úton szerzett ismereteivel hasznosította és élete részévé tette azokat. Több, mint 3000 éves archeológiai leletek tanúskodnak arról, hogy a kenyér készítéséhez élesztősejtek voltak segítségünkre. Hasonlóan az ókor embere megismerte az erjesztést, az alkoholos italok előállítását, a különböző tejtermékek készítését, a kovászolást melyek mind élesztőgombák, tejsavbaktériumok, penészek és más mikrobák segítségével készültek – és készülnek mai napig is. A táplálék mikrobiológiai eredetű romlásának megelőzésére alkalmazta a füstölést, sózást, szárítást anélkül, hogy pontos ismeretei lettek volna a mikrobákról. A mikroszkóp felfedezése előtti időszakra úgy általában a mikrobák létezésével és azok funkcióival kapcsolatos vallásos misztikummal kevert spekulációk voltak a jellemzők. A gondolkodó elme azonban a mikrobák létezésére azok környezetre kifejtett hatásából tudott következtetni. A mikrobák létezéséről az indiai születésű Vardhamána (i. e. 599–527) próféta tanításain alapuló dzsainizmus is említést tesz. Paul Dundas brit indológus szerint Mahávira – a dzsainizmus egyik fő prófétája – szintén említést tett láthatatlan apró élőlények létéről a földön, a vízen, a levegőben és a tűzben. Az ősi szövegek nigodákról írnak, amelyek szubmikroszkopikus, nagy csoportokban, nagyon rövid ideig élő élőlények, amik mindenhol jelen vannak, beleértve a növényi és állati szöveteket is. Az ókori Róma egyik legnagyobb tudósa Marcus Terentius Varro (Kr.e. 116–26) a Disciplinarum libri novem című könyvében megemlíti, hogy a szájon és orron keresztül „láthatatlan állatkák” kerülnek az ember szervezetébe amelyek ott elszaporodnak és betegségeket okozhatnak. A betegséget okozó „elemi részecske” gondolata később Titus Lucretius Carus (Kr.e. 96-55) római költő és filozófus De rerum natura című költeményében is megjelenik. Ő betegséget okozó csírákról, magokról ír amelyek, mint a magról kelt növény fejlődésnek indulnak és szétterjed a szervezetben a betegség.

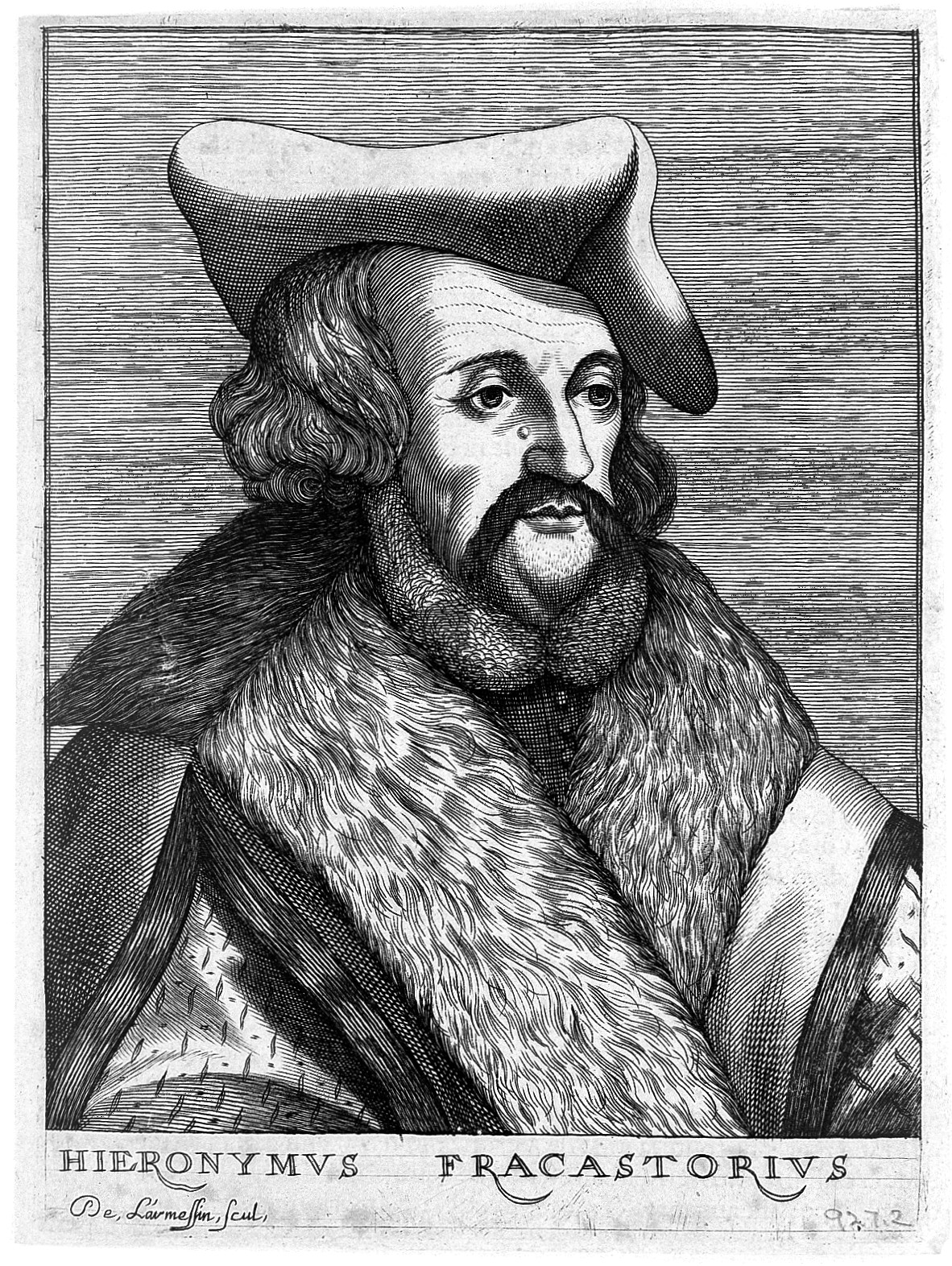
Girolamo Fracastoro (1478 – 1553) a fertőző patológia atyja

Történelmi feljegyzések sora valamint a Biblia, a Talmud és más vallások írásos emlékei pontos képet festenek egyes ma is is ismert és pusztító, járványokat okozó betegség (pestis, kolera, himlő, tuberkulózis) történetéről, pusztításáról. Jellemző, hogy a középkorban a misztifikált, görög eredetű miazma névvel illették a járványokat okozó láthatatlan kórokozókat.
Az európai reneszánsz idején Girolamo Fracastoro olasz orvos és természettudós „De contagione et contagionis” című munkájában (1546) a „láthatatlan élőlényeknek” fertőző betegségeket tulajdonított, elhagyva a betegségekre vonatkozó bármilyen misztikus és természetfeletti magyarázatot. Ez nagy előrelépést jelentett a vallás a misztika és az embereket sújtó betegségek okainak elválasztásában. Fracastorius először alkalmazta a „Contagium vivum” (élő ragályanyag) fogalmát, tehát a fertőzőbetegségek eredetét szabad szemmel nem látható élőlényeknek tulajdonította, amelyek érintkezés útján vagy a levegőben terjedve okoznak fertőzést. Athanasius Kircher német származású tudós, polihisztor a 17. század elején pestises betegek vérében már nagyítóval kereste az „apró férgeket" és tévesen látni vélte azokat. Az e célra alkalmas eszközök néhány évtizeddel később jelentek meg.

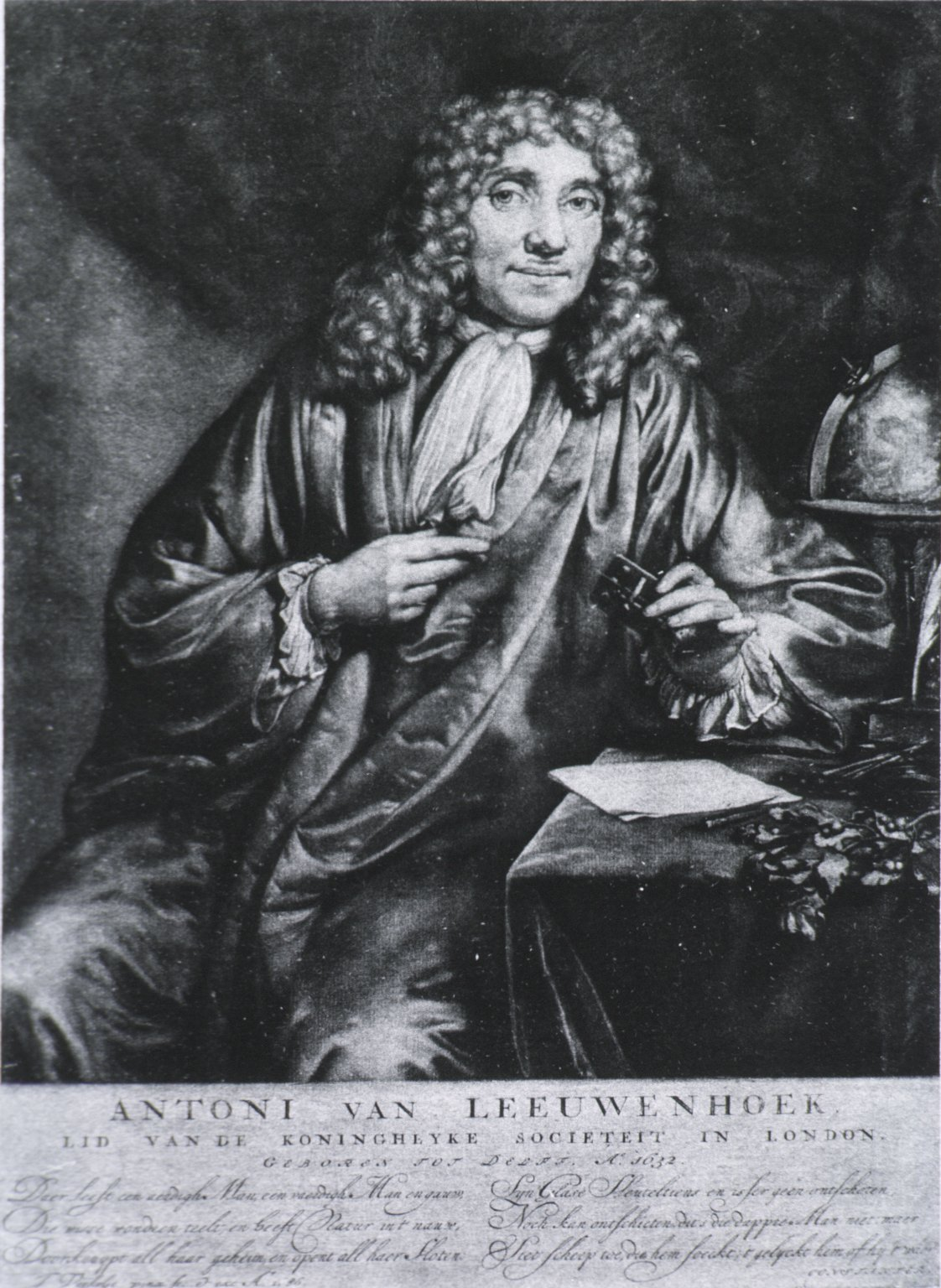
Anton van Leeuwenhoek (1632–1723) saját készítésű mikroszkópjával

Ebben az időben a mikrobák létezésének tudományos igényű bizonyítására gondolni sem lehetett, mert ehhez nem volt adott a mikrovilág megismerésére szolgáló mikroszkóp és más segédeszközök.
1590 körül Zacharias Jansen holland szemüvegkészítő készítette el az első összetett nagyítót, vagyis a mikroszkóp ősét, amelynek lencséi még erősen torzítottak, ezért a mikroorganizmusok vizsgálatára az még nem volt alkalmas. A tudományos értelemben vett  mikrobiológia megteremtésének nélkülözhetetlen és legfontosabb eszköze a mikroszkóp a 17. században készült el. Jelenlegi tudásunk szerint a legkorábbi – már mikroszkópnak nevezhető – eszközzel végzett megfigyeléseket 1625 és 1630 között az olasz Francesco Stelluti méheken és zsizsikeken, a valószínűleg Galileo által biztosított mikroszkóp segítségével. 1665-ben Robert Hooke angol természettudós Micrographia című könyvében megjelent a mikroorganizmus első rajza is.
A mikroorganizmusok vizsgálatáról szóló első írásos és rajzokkal ellátott dokumentum a 17. század közepén született. A hollandiai posztókereskedő Anton van Leeuwenhoek (1632–1723) saját készítésű mikroszkópján a posztók anyagának vizsgálatától jutott el a mikroorganizmusok megfigyeléséig. Az általa készített mikroszkópok körülbelül 50–300-szoros nagyításra voltak képesek. A folyékony mintákat két üveglemez közé helyezte és a minta síkjához képest 45°-os szögben világította meg őket. Ez egyfajta sötétmezős megvilágítást eredményezett, amelyben a mikrobák fényes pontokként jelentek meg a  sötét háttér előtt, és jól láthatóvá tették a baktériumokat. 1673-tól kezdve Leeuwenhoek levélben tájékoztatta a londoni Royal Society-t. Leveleiben a látott mikroorganizmusok leírásán kívül (rövid és hosszú pálcikák, kokkuszok, spirillumok) azok rajzát is mellékelte, sőt a mozgásukról is említést tett. Ezért a mikrovilág morfológiai diverzitásáról szóló első írásos dokumentumot, – Leeuwenhoeknak a Philosophical Transaction of the Royal Society of London-hoz küldött levelét – tudománytörténeti mérföldkőnek tekintik a mikrobiológiában. Ma már tudjuk, hogy megfigyelései korrektek voltak, kezdetleges mikroszkópjában képes volt látni mind a baktériumokat, mind a protozoonokat.
Leeuwenhoek felfedezései után néhány évvel Carl von Linné megalkotta és 1735-ben kiadta Systema Naturae címü rendszertanát, mely a mai biológiai rendszerezés alapja. Linné a Leeuwenhoek által felfedezett mikroorganizmusok világát öt alapvető kategóriára osztotta: gombákra, protozoákra, algákra, prokariótákra és mikroszkopikus állatokra. Az egyetlen mikroorganizmus kategória, amelyet Leeuwenhoek kezdetleges mikroszkópjával akkor még nem láthatott, a vírusok csoportja. Christian Gottfried Ehrenberg német természetkutató, zoológus, berlini egyetemi tanár az 1836-ban írt Die Infusionstierchen als vollkommene Organismen címmel kiadott műve és az 1838-ban megjelent Atlas már a mikrobák 600 típusát ábrázolja.
Bármennyire is fontosak voltak Leeuwenhoek megfigyelései, a tudomány fejlődése szempontjából a következő 200 évben a mikrobiológia fejlődése lassú volt. A mikrobák mikroszkópos megfigyelései nem nyújtanak elegendő információt biológiájuk megértéséhez. A tudományterület további fejlődéséhez szükség volt a mikrobák laboratóriumi izolálására és tenyésztésére szolgáló technikákra is. E technikák közül sokat csak akkor kezdtek kifejleszteni, amikor a tudósok a ősnemzés elméletével kapcsolatos konfliktussal küzdöttek. Ez a konfliktus és az azt követő tanulmányok a mikroorganizmusok betegségokozó szerepéről végül elvezettek ahhoz, amit ma a mikrobiológia aranykorának nevezünk.

### Az ősnemzés konfliktusa
Az élet mikroszkópos méretű formáinak a felfedezése ezeknek az egyszerű lényeknek az eredetét is megválaszolandó kérdéssé tette. Az élőlények eredetével kapcsolatos viták az ősnemzésbe vetett régóta fennálló hit körül forogtak, miszerint az élő szervezetek nem élő anyagból származhatnak. Míg a növények és az állatok ősnemzéssel való képződése fel sem merült a kor tudósaiban addig a mikrobák spontán képződésének számos hirdetője akadt. 1665-ben az olasz Francesco Redi fiziológus egy elegáns kísérlettel kimutatta, hogy a rothadó húson talált lárvák a legyek által lerakott petékből származnak, és nem spontán módon a hús bomlási folyamatának eredményeként. A kísérletében a nyers húst finom gézzel a környezettől elválasztva, a lárvák nem jelentek meg. A meggyőző kísérlet ellenére sokan még mindig ragaszkodtak a régi elképzeléshez, azt állítva, hogy bár az abiogenezis nem igaz a nagyobb szervezetekre – azaz a légyre – de minden bizonnyal igaz a mikroorganizmusokra. A bizonyítékok ellenére a régi elképzelés miszerint a levegőben jelenlevő misztifikált csírákból sarjad az élő mikrovilág a 19. század második feléig fennmaradt.
1837-ben Friedrich Kützing német gyógyszerész megállapítja, hogy az ecetsav élő szervezetek hatására képződik. Európában ebben az időben már működnek az első sörgyárak amikor még a mikrobák erjedésben betöltött szerepét a tudomány olyan tekintélyei, mint Jöns Jakob Berzelius vegyész (1779–1848), a Svéd Tudományos Akadémia elnöke és Friedrich Wöhler (1800–1882) kémikus, göttingeni egyetemi tanár vagy Justus Liebig (1803-1873) giesseni egyetemi tanár egyértelműen elutasítják. Annak ellenére, hogy egyre több bizonyíték szól az abiogenezis ellen, még 1859-ben is újabb „bizonyítékokat” hoztak fel a hibás elmélet alátámasztására. Az évtizedekig tartó vitát végül Louis Pasteur (1822–1895) tekintélye és szisztematikus kísérletező stílusa tudta csak lezárni és elfogadtatni a szakmai közvéleménnyel a fermentációs folyamatok mikrobiális jellegét. Pasteur vegyésznek tanult, és maradandóan hozzájárult a sztereokémia tudományához, mielőtt figyelmét a boripar romlási problémáira fordította. Észrevette, hogy amikor alkohol helyett tejsav terelődött a borban, akkor mindig jelen voltak pálcika alakú baktériumok is az élesztősejtek mellett. Ez arra a meggyőződésre vezette, hogy míg az élesztő termeli az alkoholt, a baktériumok felelősek a tejsavas romlásért, és hogy mindkét típusú organizmus a környezetből származik. Továbbá megállapította, hogy a vajsavas erjedés megszűnik a levegő oxigénjének hatására (Pasteur effektus). Megfigyeléseit 1857-ben a Memoire sur la fermentation lactique című munkájában publikálta. Így az anaerob és aerob létforma felismerése is Pasteur nevéhez fűződik.

### A mikrobiológia aranykora

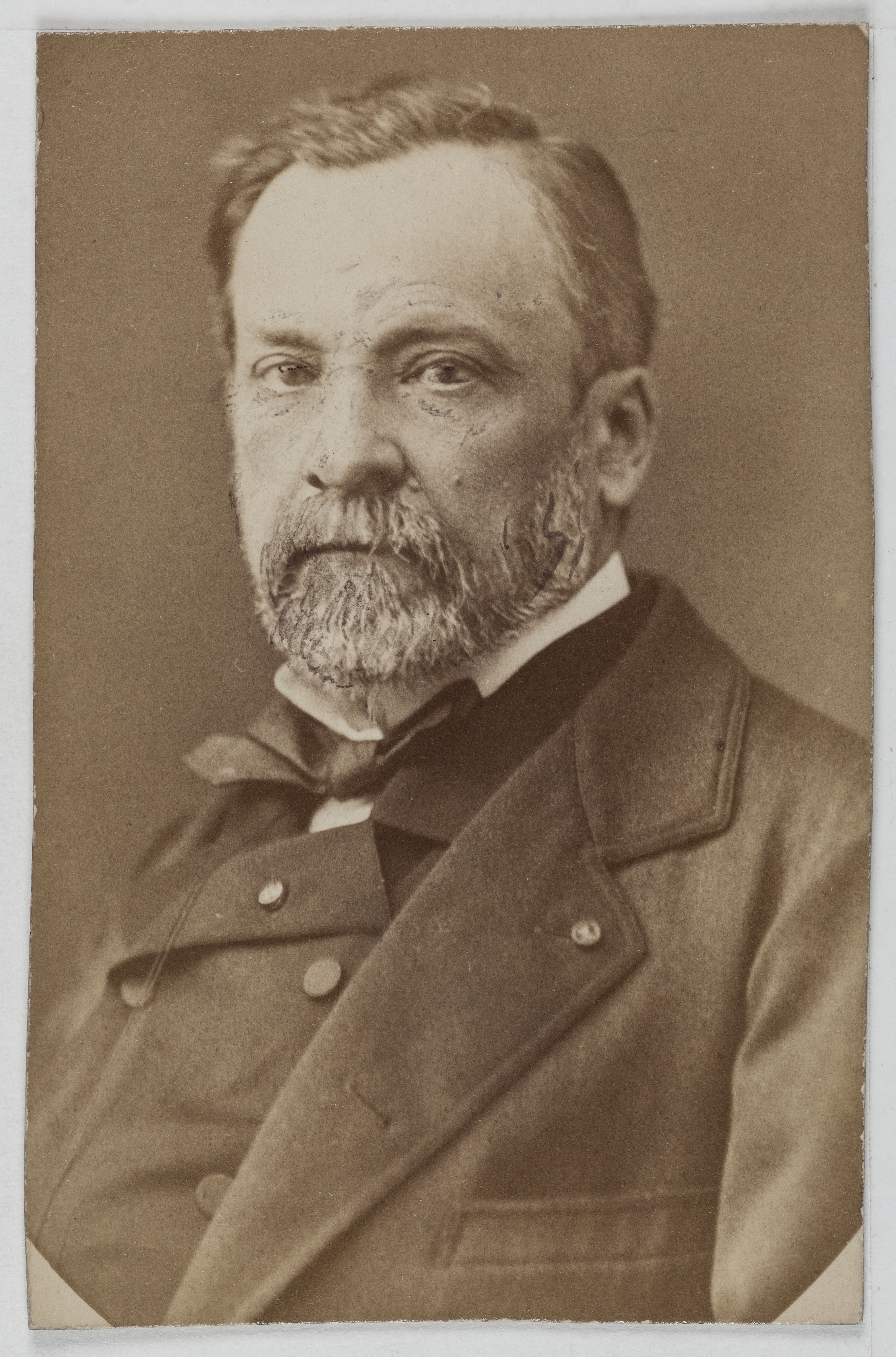
Louis Pasteur (1822–1895) francia mikrobiológus és kémikus portréja

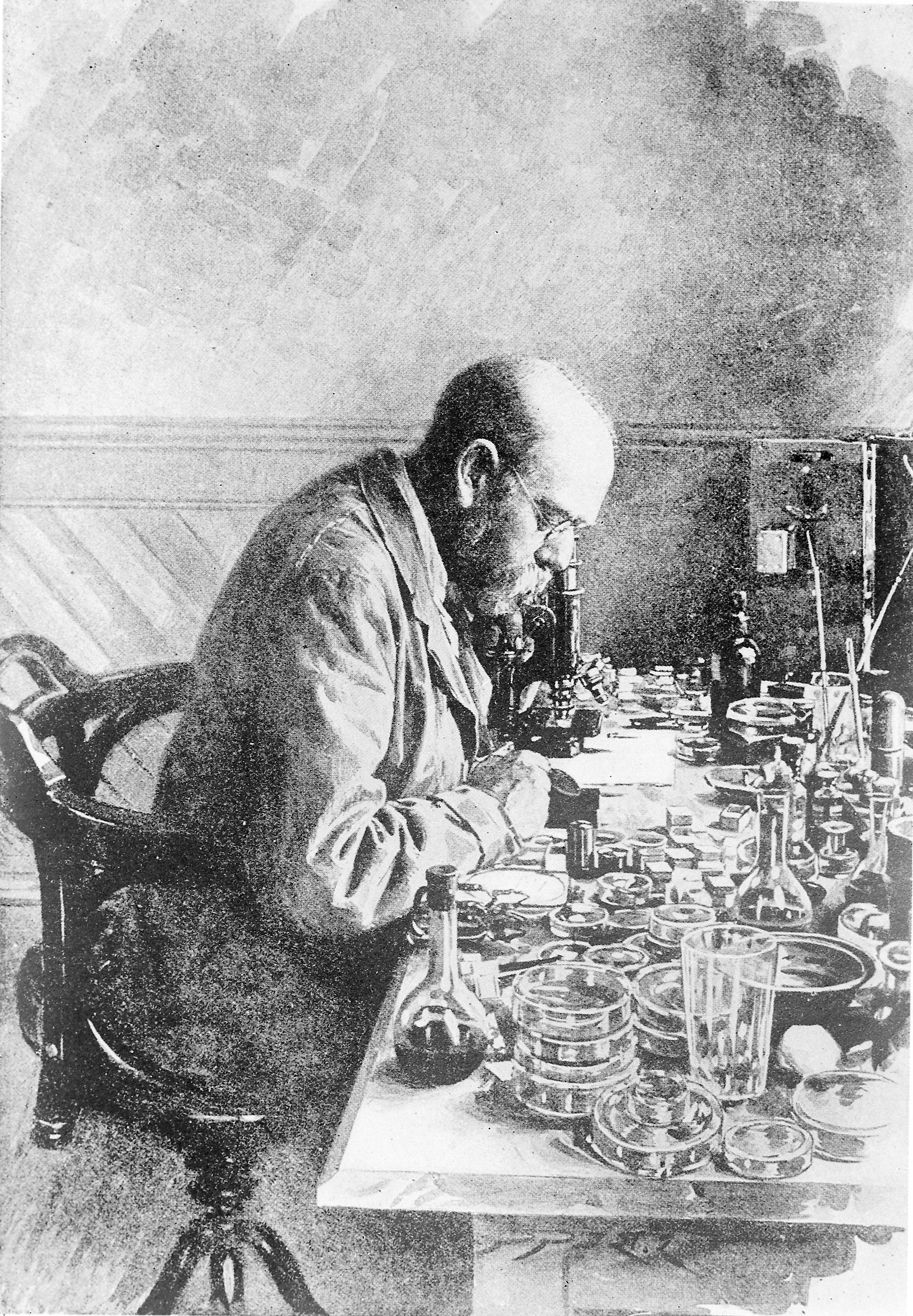
Robert Herman Koch [1843–1910] munka közben a laboratóriumában

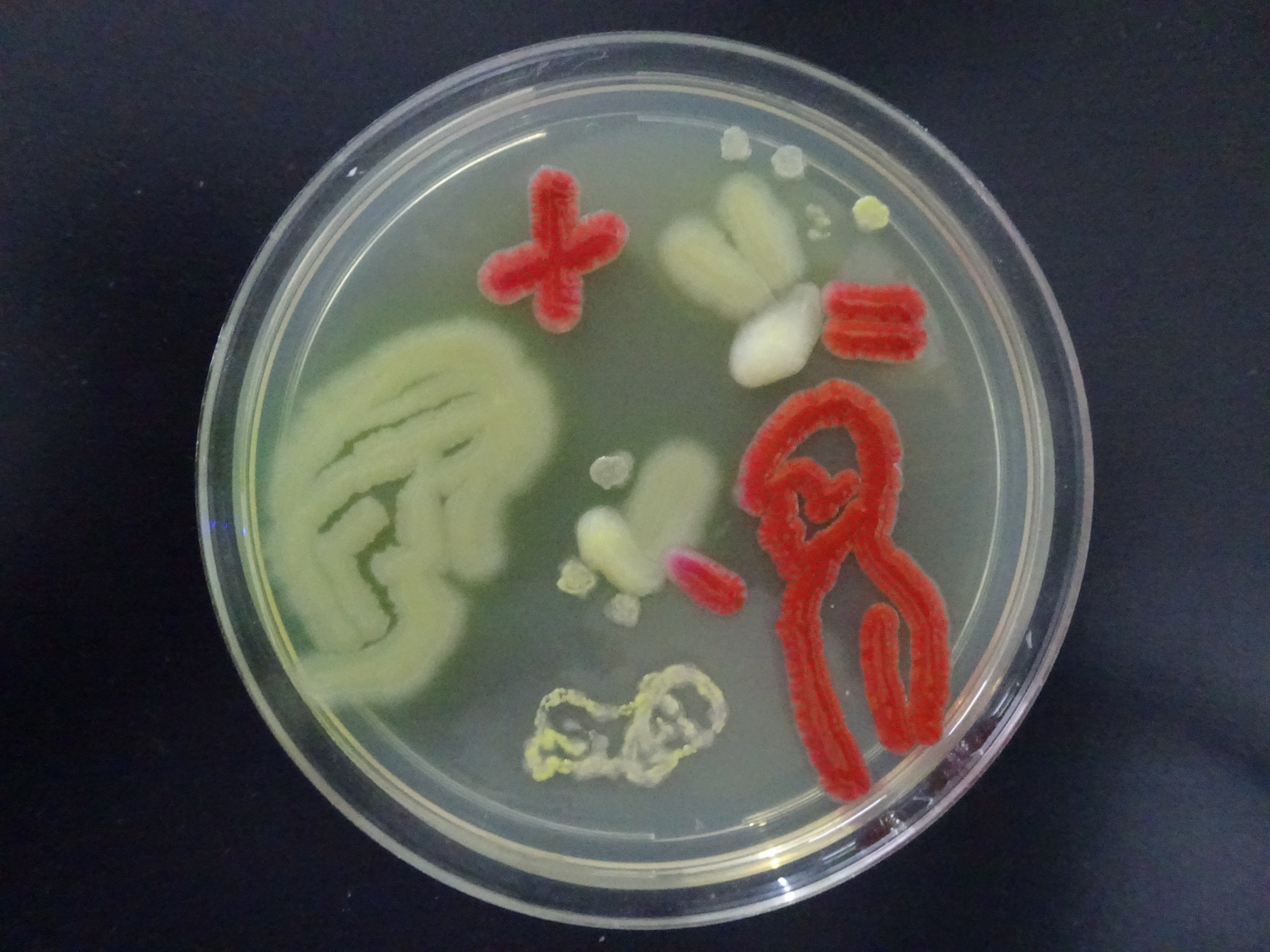
1881-ben Róbert Koch vezette be a zselatin alapú szilárd táptalaj használatát a baktériumok tenyésztésében amelyet később a petri-csészék alkalmazásával Julius Richard Petri tökéletesített

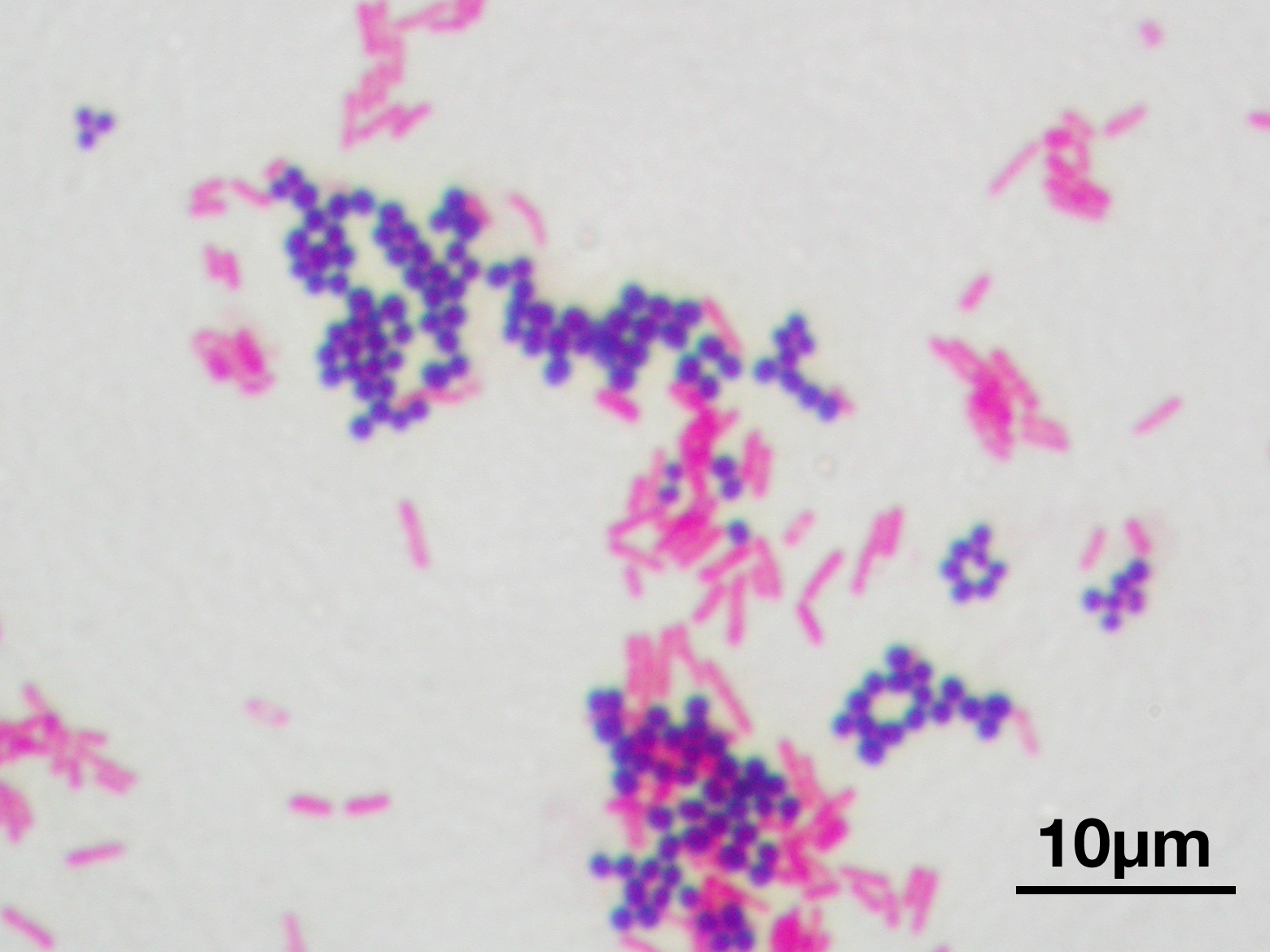
Gram-festéssel láthatóvá tett vegyes baktériumtenyészet. Gram-pozitív Staphylococcus aureus (lila) és Gram-negatív Escherichia coli (piros) mikroszkópos képe (nagyítás: 1000x)

Az ősnemzés vitája mellett a korszak másik fő kérdése a fertőzőbetegségek eredete és terjedésük módja volt. Pasteur borszennyezettséggel kapcsolatos megállapításai elkerülhetetlenül ahhoz az elképzeléshez vezettek, hogy a mikroorganizmusok is felelősek lehetnek az emberek, állatok és növények betegségeiért. Ebben az időben korszakalkotó volt Edward Jenner (1749–1823) angol vidéki orvos 1798-ban publikált felfedezése a himlő elleni védőoltásról. Jenner megfigyelte, hogy a himlőjárványok idején a tehenekkel foglalkozók – elsősorban a fejőlányok – nem fertőződnek meg fekete himlővel. A szarvasmarhában a tehénhimlő a tőgyre korlátozott fertőzést okoz, ami fejésnél a bőr mikrosérülésein keresztül fertőzi az embert.  A fertőzés helyén kifejlődik a nekrotizáló pustula, amelyhez láz, és a nyirokcsomók gyulladásos megnagyobbodása társul. A fertőzés lefolyása enyhe. Jenner e megfigyelés alapján a tehénhimlő-nyirokból oltóanyagot készített amelyet elsőként saját fián próbált ki. Beoltotta őt az általa készített oltóanyaggal (vakcinával), amelytől a fiú átesett az enyhe fertőzések, majd a betegség elmúltával, beoltotta a halálos fekete himlővel is, amelyet a fiú – ugyancsak enyhe tünetek mellett – túlélt. Jenner által alkalmazott immunizálás emlékére azokat az oltóanyagokat, melyek védettséget nyújtanak egy adott fertőzőbetegséggel szemben, Pasteur javaslatára vakcinának nevezzük. Jenner munkásságával vette kezdetét az immunológia és lett a mikrobiológia altudománya. A modern orvostudományban a vakcina és a vakcinálás általánosan használt fogalommá vált.
Az ősnemzéssel kapcsolatos viták még javában tartottak amikor a 18. század vége és a 19. század közepe között három szülészorvos, az amerikai Olivér Wendell Holmes, a skót Alexander Gordon, és a bécsi klinikán dolgozó magyar Semmelweis Ignác (1818–1865) egymástól függetlenül vonták le szinte ugyanazt a következtetést, miszerint a gyermekágyi lázban szenvedő anyák halála és a szülészorvos személye között kapcsolat van. Közülük legmesszebbre Semmelweis jutott amikor klórmeszes kézmosásra buzdította kollégáit. Semmelweisnek indirekt módon nagy szerepe volt a fertőző betegségek kóroktanának tisztázásában, annak ellenére, hogy nem volt pontos ismerete arról, hogy a klórmeszes vízzel kórokozó mikroorganizmusokat távolít el. Nem sokkal később, 1860-ban Joseph Lister (1827-1912) angol sebész Semmelweis munkáját olvasva már az aszeptikus sebészeti gyakorlat bevezetését követeli kollégáitól.
Agostino Bassi olasz entomológus 1835-ben felfedezi, hogy a selyemhernyók muskardinbetegségét egy nagyon kicsi parazita gomba okozza, amelyet végül Beauveria bassianának neveztek el tiszteletére. 1844-ben kijelentette, hogy nemcsak az állati, hanem az emberi betegségeket, mint a szifiliszt, a kanyarót, a pestist is mikroorganizmusok okozzák. A 18. század közepén Bassihoz hasonlóan Aloys Pollander német és Casimir Davaine francia orvosok tettek fontos megfigyeléseket a bakteriális és gombás fertőzések terén, megelőzve ezzel Pasteurt abban a felfedezésben, hogy a mikrobák lehetnek a fertőzőbetegségek okozói. 1873-ban Gerhard Armauer Hansen norvég orvos és patológus sikeresen izolálta, majd 1874-ben publikálta a lepra kórokozójával a Mycobacterium leprae-vel kapcsolatos megfigyeléseit. A valódi bizonyító erejű lépést azonban Robert Koch (1843–1910) német orvos, bakteriológus tette meg 1876-ban, aki a lépfene betegségért felelős pálcika alakú kórokozókat már növekedés közben figyelte meg steril szérum táptalajon. Később a mikroorganizmusok tenyésztéséhez zselatin alapú szilárd táptalajt fejlesztett ki amely nagyban megkönnyítette a mikrobák in vitro (szervezeten kívüli) tiszta tenyészetben történő megfigyelését. A tenyészetekkel kísérleti egereket tudott megfertőzni az állatokon kialakuló betegség megfigyelésére. Ezen kísérletei kapcsán fogalmazta meg híres posztulátumait amelyet 1876-ban publikált. Ebben a kórokozó mikroorganizmus és egy specifikus betegség közötti ok-okozati összefüggés bizonyításának kritériumait fogalmazta meg. Ez, az azóta általánossá vált tudományos igényű irányelv Koch-posztulátumok néven került be a mikrobiológia tudománytörténetbe.
Koch-posztulátumok:
- A kérdéses mikroorganizmusnak minden esetben jelen kell lennie a beteg állatban de az egészségesből hiányoznia kell.
- A kérdéses mikroorganizmusokat izolálni kell a beteg szervezetből és tiszta kultúrában kell tenyészteni.
- A tenyészetből izolált mikroorganizmust egészséges gazdaszervezetbe oltva az eredeti betegségnek megfelelő kórképnek kell megjelennie.
- A beteg szervezetből az eredeti mikroorganizmust kell izolálni.

A 19. század utolsó harmadában a jobb minőségű mikroszkópok megjelenése, az új tenyésztési és festési technikák alkalmazása valamint az állatkísérletek bevezetése a mikrobiológiában – ami akkor főleg a bakteriológiát jelentette – gyors fejlődést hozott és számos kórokozó felfedezéséhez vezetett. A bakteriológia ellenállhatatlan lendülettel az orvostudomány élére került. Albert Neisser (1855–1916)  német orvos 1879-ben felfedezte a gonorrhoea kórokozóját a Neisseria gonorrhoeae-t, majd 1881-ben Alexander Ogston (1844 – 1929) brit sebész a gennykeltő staphylococcusokat. 1882-ben Robert Koch a Berlini Élettani Társaság egyik tudományos ülésén ismerteti a tuberkulózissal kapcsolatos felfedezését. Joggal jelenti be hallgatóságának, hogy ez az első alkalom, amikor tökéletesen bebizonyították egy embert fertőző betegség kórokának a Mycobacterium tuberculosis baktériumnak a „parazita természetét". 1882-ig nem volt tudományos konszenzus a tuberkulózis okának kérdésében: például többen is krónikus táplálkozási zavarokkal hozták összefüggésbe. Egy évvel később Koch Indiába utazott ahol egy kutatóexpedíción vett részt és felfedezte a kolera kórokozóját a Vibrio cholerae-t. Megállapította, hogy a betegség többnyire a tisztátalan ivóvíz útján terjed. 
Az algériai katonai egészségügyi szolgálatban dolgozó Charles Laveran (1845–1922 ) francia orvos 1880-ban egy maláriás beteg vérében mozgó kerek vagy félhold alakú mikroszkopikus képletet fedez fel. Több maláriás beteg vizsgálata után arra a meggyőződésre jut, hogy ezek a paraziták okozzák a betegséget. 1886-ban Camillo Golgi (1844–1926) olasz szövettanász egy általa kidolgozott festési eljárással a parazitának a vörösvértestekben lejátszódó fejlődését teljes folyamatában nyomon követte. Ezzel a Laveran-teória bizonyítást nyert.
A Koch-posztulátumok megkövetelték, hogy a feltételezett patogén mikrobát ki kell tudni mutatni a beteg szövetében vagy az abból készített tenyészetben. Ennek érdekében Koch kidolgozott egy egyszerű festési metodikát amelyet 1884-ben Hans Christian Gram (1853-1938)  dán bakteriológus, egy a Koch módszerénél szelektívebb és fontosabb festési eljárásra váltott és amellyel a baktériumokat két fő rendszertani csoportra lehet felosztani. A Gram-festés napjainkig széles körben alkalmazott festési eljárás maradt.
1884-ben a porosz származású Arthur Nicolaier (1862–1942) belgyógyász felfedezi a tetanusz kórokozóját az anaerob Clostridium tetani baktériumot. Ugyanabban az évben Koch munkatársa Friedrich Loeffler (1852–1915) német és Edwin Klebs (1834–1913) svájci mikrobiológusok leírták és azonosították a diftériát (torokgyíkot) okozó baktériumot, majd a betegség kialakulásáért valóben felelős bakteriális exotoxint a Pasteur Intézetben együtt dolgozó Alexandre Yersin (1863–1943) és  Émile Roux (1853 –1933) fedezték fel 1888-ban.
A korra jellemző, hogy a közfigyelem elsősorban a sok áldozatot követelő  fertőzőbetegségeket okozó mikrobák felé irányult. Mindeközben a kor néhány mikrobiológusa úgy döntött, hogy megvizsgálja a mikrobák ökológiai szerepét a talajban és a vízi élőhelyeken zajló szén-, nitrogén- és kénciklusokban. Ezen mikrobiológusok egyike volt az orosz Szergej Winogradszkij (1856–1953) aki felfedezte, hogy a talajbaktériumok képesek oxidálni a vasat, a ként és az ammóniát, hogy energiát nyerjenek amellyel CO2-t építhetnek be saját szervesanyagaikba, hasonlóan a fotoszintetikus szervezetekhez. Winogradsky izolálta az anaerob nitrogénmegkötő talajbaktériumokat is, továbbá tanulmányozta a cellulóz bomlását. A mikrobiális ökológia másik nagy alakja a holland Martinus Beijerinck (1851–1931) aki elsőként tiszta tenyészetben izolálta a pillangósvirágúak gyökérgumóiban élő nitrogénkötő aerob baktériumokat, amelyek képes megkötni a légköri nitrogént. Beijerinck és Winogradsky kifejlesztették a szelektív baktériumdúsítási technikáját amely oly nagy jelentőséggel bír a mikrobiológiában.
A 19. század vége hozta el a mikrobiológia egy új területének, a virológiának a megszületését. Pasteur már 1885-ben sikerrel készített vakcinát a veszettség vírusa ellen de a kórokozó „baktériumot” nem tudta izolálni. Megelégedett azzal a feltételezéssel, hogy a fertőzést okozó „baktérium” valószínűleg túl kicsi ahhoz, hogy mikroszkópjával látni lehessen. Egy dekáddal később 1886-ban Adolf Mayer (1843–1942) német biológus a dohánymozaikbetegségét kutatva megállapította, hogy betegség fertőző és átvihető egyik növényről a másikra de a kórokozót neki sem sikerült azonosítania. Mayer megfigyeléséből kiindulva 1892-ben az orosz Dmitrij Ivanovszkij bebizonyította, hogy a beteg dohány növény baktériummentesre szűrt nedvével is átvihető a betegség az egészséges növényekre. A betegséget okozó ágens a legfinomabb porcelánszűrőkön is áthatolt, tehát az addig ismert mikrobáknál kisebbnek kellett lennie de Ivanovszkij továbbra is egy „élő mikrobát” keresett. Végül 1903-ban szokatlan kristályzárványokat figyelt meg a beteg növények citoplazmájában amelyeket mesterséges közegben szaporítani is tudott. A megfigyeléséből arra a következtetésre jutott, hogy a kristályzárványok kapcsolatban lehetnek a kórokozóval. A korábban nitrifikáló baktériumokkal foglalkozó Martinus Beijerinck 1898-ban egy teljesen új elmélettel állt elő a mikrobákkal kapcsolatban. Felfogása szerint léteznie kell egy szűrhető contagium vivum fluidumnak, amely a gazdaszervezet anyagcseréjével szorosan összekapcsolódva képes szaporodni és a növényi tápanyagokkal együtt eloszlik a gazdanövényben. Az „élettelen”, de szaporodni mégis képes „élő ágens” bizarr hipotézise nem illeszkedett bele az akkoriban uralkodó bakteriológiai csíraelméletbe. Így továbbra is fennmaradt a „bakteriológiai dogma” és az elmélet nem változtatta meg a mikrobiológusok fertőző betegségekről alkotott felfogását. Történt ez annak ellenére, hogy ugyanebben az időben Friedrich Loeffler (1852–1915) és Paul Frosch (1860–1928) német mikrobiológusok megállapították, hogy a száj- és körömfájást is egy baktériumnál kisebb, ugyancsak szűrhető ágens okozza, így az elsők között voltak akik utalást tettek az állati vírusok létezésére.
| Felfedezés dátuma | Felfedezők           | Felfedezés                                                                                        |
| ----------------- | -------------------- | ------------------------------------------------------------------------------------------------- |
| 1546              | Fracastoro           | felveti, hogy a láthatatlan organizmusok betegséget okozhatnak                                    |
| 1590–1608         | Jansen               | kifejleszti az első használható összetett mikroszkópot                                            |
| 1665              | Hooke                | kiadja a Micrographia című munkáját                                                               |
| 1676              | Leeuwenhoek          | felfedezi az animaculákat és kiadja a mikrobák morfológiai diverzitásáról szóló első dokumentumot |
| 1688              | Redi                 | kimutatta, hogy a bomló húson talált lárva a légytől származnak, és nem abiogenezis eredménye     |
| 1765–1776         | Spallanzoni          | megtámadja az ősnemzés elméletet                                                                  |
| 1786              | Miller               | elkészíti a baktériumok első osztályozását                                                        |
| 1796              | Jenner               | bevezeti a himlő elleni védőoltást                                                                |
| 1838–1839         | Schwann és Schleiden | előterjeszti a sejtelméletet                                                                      |
| 1835–1844         | Bassi                | felfedezi a gomba okozta selyemhernyó-betegséget                                                  |
| 1847–1850         | Semmelweis           | bevezeti az antiszeptikumokat a fertőzések megelőzésére                                           |
| 1857              | Pasteur              | leírja az erjedést, publikálja az anaerob és aerob létformát                                      |
| 1861              | Pasteur              | kísérleteivel cáfolja az ősnemzés létét                                                           |
| 1867              | Lister               | publikál az antiszeptikus sebészetről                                                             |
| 1873–1874         | Hansen               | sikeresen izolálja a lepra kórokozóját a Mycobacterium leprae baktériumot                         |
| 1876–1877         | Koch                 | bizonyítja, hogy a lépfenét a Bacillus anthracis baktérium okozza                                 |
| 1879              | Neisser              | felfedezi a gonorrhoea kórokozóját a Neisseria gonorrhoeae-t                                      |
| 1880              | Laveran              | felfedezi a Plasmodiumot, a malária okozóját                                                      |
| 1881              | Koch                 | zselatin alapú táptalajt készít egyszerűsítve a baktériumok tenyésztését                          |
| 1881              | Pasteur              | vakcinát fejleszt a lépfenét okozó Bacillus anthracis ellen                                       |
| 1882              | Koch                 | felfedezi a Mycobacterium tuberculosist                                                           |
| 1884              | Koch                 | megjelennek Koch posztulátumai                                                                    |
| 1884              | Mecsnyikov           | leírja a fagocitózist                                                                             |
| 1884              | Gram                 | bevezeti a róla elnevezett Gram-festést                                                           |
| 1885              | Pasteur              | kifejleszti a veszettség elleni vakcinát                                                          |
| 1885              | Koch                 | indiai kutatóexpedícióján felfedezi a kolera kórokozóját a Vibrio cholerae-t                      |
| 1885              | Escherich            | felfedezi az Escherichia coli baktériumot                                                         |
| 1887              | Petri                | először alkalmazza a később róla elnevezett Petri-csészét                                         |
| 1887-1890         | Winogradsky          | publikálja a kén- és nitrifikáló baktériumokkal kapcsolatos megfigyeléseit                        |
| 1889              | Beijerinck           | tiszta tenyészetben izolálja a pillangósvirágúak gyökérgumóiban élő nitrogénkötő baktériumokat    |
| 1890              | Von Behring          | sikerrel alkalmaz antiszérumot a diptéria és tetanusz ellen                                       |
| 1894              | Kitasato és Yersin   | felfedezik a pestis kórokozóját a Yersinia pestis baktériumot                                     |
| 1895              | Bordet               | felfedezi az antitestek és a komplementrendszer szerepét a bakteriolizisben                       |
| 1896              | van Ermengem         | felfedezi a botulizmus ételmérgezésért felelős Clostridium botulinumot                            |
| 1898              | Beijerinck           | előterjeszti a contagium vivum fluidummal (a vírussal) kapcsolatos elméletét                      |
| 1900              | Reed                 | bizonyítja, hogy a sárgaláz a szúnyogok által terjesztett fertőzőbetegség                         |
| 1905              | Schaudian, Hoffmann  | Bizonyítják, hogy a szifiliszt a Treponema pallidum okozza                                        |
| 1906              | Wassermann           | kifejleszti a szifilisz komplementkötési tesztjét                                                 |
| 1915-1917         | D'Herelle és Twort   | felfedezik a bakteriofágokat                                                                      |
| 1921              | Fleming              | felfedezi a Gram-pozitív baktériumok lízisét előidézni képes lizozimot                            |
| 1923              | Bergey               | kiadja a baktériumok osztályozására, rendszertani besorolására szolgáló kézikönyvét               |

## A mikrobiológia jelentősége
A közvélemény körében a mikrobiológia az a tudomány amely a betegséget okozó baljós, láthatatlan „bogarak” tanulmányozásával foglalkozik. A valóságban a jelenleg ismert mintegy félmillió baktériumfajból csak néhány száz okoz emberi vagy haszonállati fertőzéseket, betegségeket. Ezeket „kórokozóknak” nevezzük, és általában ezek uralják a mikrobiális világról alkotott leegyszerűsített nézetünket, figyelmen kívül hagyva azt a tényt, hogy bioszféránkban óriási tömeget képviselnek a mikrobák amelyek hiányában nem létezhetne földi élet. A mikroorganizmusok túlnyomó többsége tehát velünk él anélkül, hogy kárt okozna az embernek. Valójában a mikrobák olyan létfontosságú feladatokat látnak el, mint például a biogén elemek (C, N, S, P) újrahasznosítása a bioszférában, amely nélkül bolygónkon az élet nem folytatódhatna. Más mikroorganizmusokat az ember saját hasznára alkalmaz, például antibiotikumok vagy élelmiszerek előállítása során.
A mikrovilág bioszférában betöltött szerepének megértése a mikrobiológia egyik fő célkitűzése. Ehhez elengedhetetlen a mikrobák bioszférában képviselt arányának vagy össztömegének leírása. Egy olyan komplex rendszer leírásánál azonban, mint a bioszféra, kritikus fontosságú számszerűsíteni a rendszer egyes összetevőinek (azaz fajok, szélesebb taxonómiai csoportok) mennyiségét is. A mikroorganizmusok bioszférát alkotó szeletének meghatározásánál nem lehet figyelmen kívül hagyni azt a tényt, hogy az egyes fajok (prokariótáktól az állatokig) biokémiai összetétele nagy eltéréseket mutat. Tudományosan elfogadott az a megközelítés, amelyben az egyes fajok széntartalmát veszik a tömegük meghatározásának alapjául.
| Taxon       | Tömeg (Gt C) | Százalékos arány |
| ----------- | ------------ | ---------------- |
| Állatok     | 2            | 0,4 %            |
| Növények    | 450          | 82,6 %           |
| Gombák      | 12           | 2,2 %            |
| Protiszták  | 4            | 0,7 %            |
| Baktériumok | 70           | 12.8 %           |
| Archeák     | 7            | 1,3 %            |
| Vírusok     | 0,2          | 0,04 %           |

A mikrobiológia a biológiának egy a mikroorganizmusokkal foglalkozó tudományága. Tradicionális megközelítésben voltaképpen három nagy szakterületet foglal magába: a virológiát, bakteriológiát és az immunológiát. A mikrobiológia áthatja a összes élettudományi területet: nincsen olyan része az élettudományoknak, amely alapjaiban nélkülözné a mikrobiológiát mint alaptudományt. Mindemellett mégis egy új keletű tudományról van szó, amelyet a magyar Semmelweis Ignác megfigyelései is megalapoztak, még a 19. század derekán.  A mikroszkopikus rendszerek bonyolultsága az egyszerűbb egysejtes mikroorganizmusokig is sokszor modellezhetetlenül komplex struktúrát mutat. A szerves kémia mint társtudomány hídként köti össze a molekuláris biológiával, amely a mikrobiológia tudományával egyetemben az élő anyagi világ építőelemeit tárja fel.

## Szubvirális elemek
Olyan makromolekulák tartoznak ide, melyek vagy csak fehérjét, vagy csak nukleinsavat tartalmaznak:
- prionok, nukleinsavat nem, csak fehérjét tartalmazó, fertőző vagy fertőzést közvetítő ágensek; bizonyos típusú idegrendszeri sejtek membránját roncsolják például a szarvasmarhák szivacsos agyvelőelfajulása (Bovine Spongioform Encephalopathia, BSE) esetén.
- viroidok, olyan makromolekulák, amelyek csupán egy cirkuláris, egyszálú RNS-ből állnak. Az összes viroid jelen ismereteink szerint növénypatogén, kizárólag kultúrnövényeken fordulnak elő. Viroid okozza például a kókuszpálma cadang-cadang betegségét (satnyaság, elszíneződések).

## Vírusok
A vírusok nukleinsavból és fehérjéből álló, korpuszkuláris méretű, önmagukban életjelenséget nem mutató obligát sejtparaziták. A Baltimore-rendszer 7 típust különböztet meg nukleinsavjuk szerkezete alapján.

## Prokarióták
- baktériumok
- archeák
- nanobaktériumok (a jelen tudomány állása szerint nem tekintjük élőlényeknek)

## Eukarióták
- algák: egyes példányai (például számos barnamoszat) akár több méteresek is lehetnek, és akár szövetes differenciálódás is található bennük
- protozoonok („állati egysejtűek”)
- gombák, az élővilág rendszertani felosztás szerinti önálló országa, rendszertanuk is jellegzetesen eltér az állatok és a növények országáétól. A gombák egyedi szaporodásuk és jellegzetes genetikájuk és rengeteg feltáratlan tulajdonságaik révén talán a legtöbb meglepetést okozhatják a jövő felfedezői számára.
- állatok: Egyes nyálkaspórások (Myxozoa) 20 μm-nél sose nagyobbak, a legkisebb a Myxobolus shekel, ez kifejletten 8,5 μm.[35]

## Alterületei
A mikrobiológián belül számos szakterület létezik:
- Mikrobiális fiziológia: A mikrobiális sejtfunkciók biokémiai vizsgálata. Beletartozik a mikrobák növekedése, anyagcseréje és sejtszerkezetének vizsgálata.
- Mikrobiális genetika: azt vizsgálja, hogy a mikrobák génjei hogyan vannak szervezve és szabályozva a sejtfunkciók tekintetében. Közeli rokona a molekuláris biológiának.
- Humán mikrobiológia: az egészséges emberi szervezet mikrobiótájával foglalkozik.
- Orvosi (klinikai) mikrobiológia: a mikrobák szerepét tanulmányozza az emberi betegségekben. Ide tartozik a mikrobiális patogenezis és kapcsolódik a patológia és az immunológia.
  - Száj-mikrobiológia: a száj mikroorganizmusainak vizsgálata.
- Állatorvosi mikrobiológia: a mikrobák szerepének vizsgálata az állatorvoslásban. Ide tartozik az állatorvosi bakteriológia és az állatorvosi virológia.
- Parazitológia: az élősködő (parazita) életmódot folytató szervezetekkel foglalkozik. Hagyományos okokból három fő élőlénycsoportot tárgyal, amelyekbe paraziták tartoznak: protozoonok, „férgek” (rendszertanilag különböző törzsekbe tartoznak), ízeltlábúak (például atkák, tetvek, kullancsok).
- Környezeti (és környezetvédelmi) mikrobiológia: a mikrobák szerepét és diverzitását vizsgálja természetes környezetükben. Részterületei a mikrobiális ökológia, a mikrobákkal feljavított biogeokémiai körforgás, geomikrobiológia, mikrobiális diverzitás és bioremediáció. A fontos mikrobiális életterek feltárása (rizoszféra, phylloszféra, talaj, talajvíz ökoszisztémái, óceánok, extrém életterek).
- Evolúciós mikrobiológia: a mikroba-evolúció vizsgálata. Ide tartozik a bakteriális rendszertan és taxonómia.
- Ipari mikrobiológia: a mikrobák felhasználása ipari folyamatokban, például ipari fermentáció vagy szennyvízkezelés, sörfőzés vagy gyógyszergyártás. Ide kapcsolódik a biotechnológia-ipar.
- Aeromikrobiológia: a légi mikroorganizmusok vizsgálata.
- Élelmiszer-mikrobiológia: az élelmiszerekben bekövetkező változásokat okozó vagy azok előállításához fontos mikroorganizmusok vizsgálata.
- Gyógyszer-mikrobiológia: a gyógyszer-előállításban és -szennyezésben fontos mikroorganizmusok vizsgálata.
- Mikrobiomika: a mikrobiomokat kutató tudományág.
- Mikropaleontológia: mikrofosszíliákat, fosszíliákból származó DNS-eket stb. vizsgáló tudományág.